# لعبة جيري (فلم)
لعبة جيري (إنجليزية:Geri`s Game) هو فيلم رسوم متحركة قصير أنتجته شركة «بيكسار» عام 1997، كتبه وأخرجه جان بينكافا وتبلغ مدته 4 دقائق وهو يعتبر أول فيلم قصير صنعته الشركة بعد فيلم «حكاية لعبة»، حاز الفيلم على جائزة الأوسكار عن أفضل فيلم رسوم متحركة قصير.

## وصلات خارجية
- مقالات تستعمل روابط فنية بلا صلة مع ويكي بيانات

صفحة الفيلم في موقع Imdb.